# Junfeng Boo
Junfeng Boo est un réalisateur singapourien né le 4 décembre 1983.

## Filmographie partielle
- 2010 : Sandcastle
- 2015 : 7 Letters, segment Parting
- 2016 : Apprentice